# 高背銀板魚
高背銀板魚，為輻鰭魚綱脂鯉目脂鯉亞目锯脂鲤科的其中一個種，為熱帶淡水魚，分布於南美洲圭亞那北部及東部Shield河流域，體長可達11.2公分，棲息在底中層水域，生活習性不明。

## 扩展阅读
維基物種上的相關：高背銀板魚